# Абражанов Олександр Олексійович
Олександр Олексійович Абражанов (1867–1931) — російський і радянський лікар, доктор медицини, професор .

## Життєпис
Народився 1867 року в Ржеві Тверської губернії.
Закінчивши в 1891 році медичний факультет Імператорського Варшавського університету, працював у Маріїнській лікарні в Петербурзі. В 1893 за революційну пропаганду серед робітників був заарештований і висланий під нагляд поліції на Урал — на Юрюзанський завод Золотоустовського повіту Уфімської губернії. Працював головним лікарем повітової земської лікарні у Златоусті, де вів наукові дослідження у галузі кісткової хірургії. У 1900 році у Військово-медичній академії Петербурга захистив докторську дисертацію «Пересадка та пломбування кісток».
З 1903 року Абражанов працював у Полтаві; з 1913 року — у Харкові, де за сумітництвом викладав у Харківському імператорському університеті на посаді приват-доцента. З 1922 року до кінця життя завідував кафедрою факультетської хірургії Катеринославського медичного інституту, з 1926 року Дніпропетровський медичний інститут (ДМІ). Був членом ВКП(б) / КПРС.
Олександр Олексійович Абражанов опублікував понад 60 наукових праць з хірургії (зокрема кісткової хірургії), нейрохірургії, онкології, хірургічного лікування туберкульозу, акушерства та гінекології. Він є автором методу надмищелкової ампутації стегна (1898) та подовження нижньої кінцівки за рахунок стопи (1909), створив у ДМІ хірургічну школу. Педагогічну та наукову роботу він поєднував із громадською діяльністю: був головою Уфимського, Полтавського та Дніпропетровського наукових медичних хірургічних товариств.
Помер 17 травня 1931 року у Дніпропетровську Української РСР від зупинки серця під час проведення операції .

## Пам'ять
- Про життя та лікарську практику Олександра Олексійовича Абражанова, який працював у заводській лікарні Юрюзані з 1893 по 1899 рік, краєзнавець Л. н. Сурін написав нарис «Чудовий лікар»[6].
- Іменем А. А. Абражанова названо вулицю в Юрюзані[7].
- Його ім'ям названо медичний термін Точку Абражанова[4].